# Mount Igikpak
Der Mount Igikpak ist mit 2523 m der höchste Berg der Schwatka Mountains, einem Gebirgszug der Brookskette im Nordwesten von Alaska. Er liegt im Gates-of-the-Arctic-Nationalpark. Der Noatak River entspringt an seiner Ostflanke.
Der Berg liegt im Einzugsgebiet des Noatak River, der über den Kotzebue-Sund in die Tschuktschensee, einem Randmeer des Arktischen Ozeans, fließt.
Der Name des Bergs geht zurück auf die Bezeichnung der Ureinwohner Alaskas für ihn, die 1956 vom United States Geological Survey dokumentiert wurde und so viel wie „zwei große Gipfel“ bedeutet.
Die Erstbesteigung fand am 9. August 1968 durch David Roberts, Chuck Loucks und Al De Maria statt.